# Myślniew

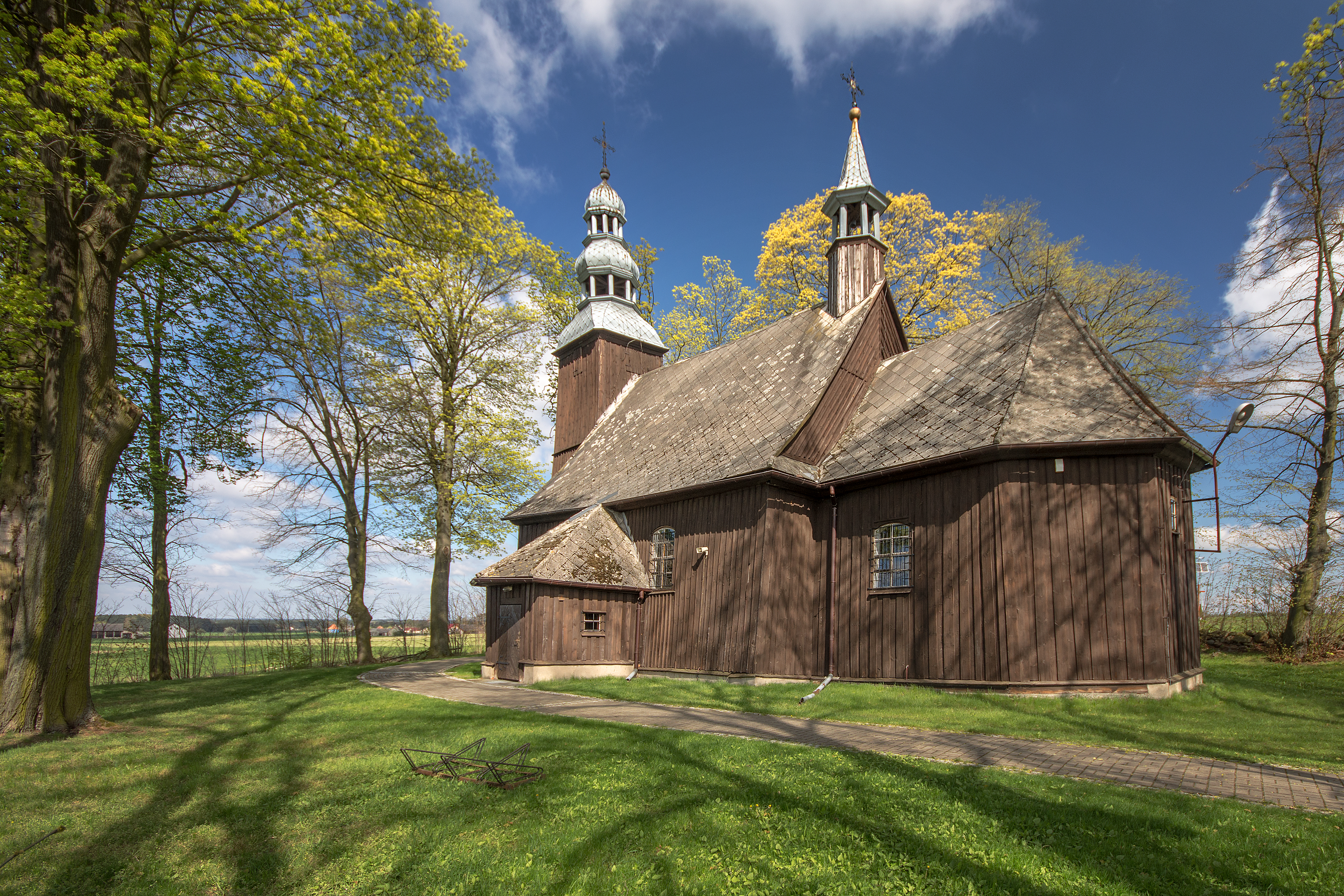
Holzkirche

Myślniew (deutsch Myslniew, 1939–1945 Jägerfeld) ist ein Ort in der Landgemeinde Kobyla Góra im Powiat Ostrzeszowski der Woiwodschaft Großpolen in Polen.

## Geschichte
Anfänglich gehörte das Gebiet um Ostrzeszów und Kępno politisch zu Schlesien, wurde aber am wahrscheinlichsten um das Jahr 1146 zum Teil Großpolens. Aus dieser Zeit rührte die bis 1821 bestehende Zugehörigkeit zum Bistum Breslau.
„Mislniowitz“ wurde erstmals im Jahr 1266 urkundlich erwähnt, Eine weitere Erwähnung folgte 1305 im Breslauer Zehntregister Liber fundationis episcopatus Vratislaviensis. Später wurde der patronymische Suffix -(ow)ice durch den besitzanzeigenden -ów (Mislnow) ersetzt.
1401 wurde das Gebiet von Ostrzeszów vom polnischen König dauerhaft an das Weluner Land angeschlossen. Ungefähr ab dem Jahr 1420 gehörte es der Woiwodschaft Sieradz. In der Zeit der Reformation war die Kirche in calvinistischen Händen. Ab 1638 war sie eine Filialkirche von Kobyla Góra.
Im Zuge der Zweiten polnischen Teilung kam der Ort 1793 an Preußen. Im 19. Jahrhundert siedelten sich in den benachbarten Tochtersiedlungen von Myślniew Szklarka Myślniewska, Kuźnica Myślniewska, sowie Bierzów, viele deutsche Protestanten an.
Nach dem Ende des Ersten Weltkriegs kam Myślniew zu Polen, Woiwodschaft Posen. Beim Überfall auf Polen 1939 wurde das Gebiet von den Deutschen besetzt und dem Landkreis Kempen im Reichsgau Wartheland zugeordnet.
Von 1975 bis 1998 gehörte Myślniew zur Woiwodschaft Kalisz.